# Acanthocreagris lucifuga
Acanthocreagris lucifuga es una especie de arácnido del orden Pseudoscorpionida de la familia Neobisiidae.

## Distribución geográfica
Se encuentra en Francia y en Italia.